# Hošťka
Hošťka település Csehországban, Tachovi járásban. Hošťka Částkov, Staré Sedliště, Lesná, Dlouhý Újezd, Rozvadov és Přimda településekkel határos. Lakosainak száma 455 fő (2024. január 1.).

## Népesség
A település lakosságának változását az alábbi diagram mutatja:
| Lakosok száma | 2816 | 2626 | 2572 | 383  | 461  | 393  | 421  | 445  | 457  | 455  |
|               | 1869 | 1890 | 1921 | 1950 | 1980 | 2001 | 2017 | 2019 | 2022 | 2024 |